# Le Verseau
Le Verseau (französisch für Der Wassermann) ist eine Insel im Géologie-Archipel vor der Küste des ostantarktischen Adélielands. Sie liegt nordöstlich der Mündung des Zélée-Gletschers.
Französische Wissenschaftler benannten sie nach dem Tierkreiszeichen Wassermann.